# Jan Philip Solovej
 Der er for få eller ingen kildehenvisninger i denne artikel, hvilket er et problem. Du kan hjælpe ved at angive troværdige kilder til de påstande, som fremføres i artiklen.

Jan Philip Solovej (født 14. juni 1961 i København) er en dansk matematiker og professor på den gamle ordning, som forsker i matematisk fysik.
Han er søn af violinist i Radiosymfoniorkestret Moritz Solovej (død 1986, tidligere gift med Kate Mundt) og hustru, fuldmægtig Suzanne født Chriqui (død 1999). Han er student fra Skt. Jørgens Gymnasium 1979 og er uddannet cand.scient. fra Københavns Universitet 1985. Han erhvervede sin doktorgrad ved Princeton University i 1989. Frem til 1990 var Solovej Visiting Assistant Professor ved Dept. of Mathematics, University of Michigan og i 1990 Post-doctoral fellow ved Dept. of Mathematics, University of Toronto. 1991 blev han Member, School of Mathematics, Institute for Advanced Study og var 1991-95 Assistant Professor ved Dept. of Mathematics, Princeton University. 1995-1997 var han forskningsprofessor ved Institut for Matematik ved Aarhus Universitet og har siden 1997 været professor ved Institut for Matematiske Fag, Københavns Universitet.
I 2012 modtog han 1,5 millioner euro over 5 år i form af et advanced grant fra The European Research Council. Bevillingen gik til projektet The Mathematics of the Structure of Matter.
Han var i 2013 formand for Forskningsrådet for Natur og Univers. I 2000 blev han medlem af Videnskabernes Selskab, i 2001 modtog han undervisningsprisen Årets Harald og i 2002 modtog han Rescue Award (for "significant contributions to mathematical physics").
Solovej har siden 6. juli 1986 været gift med gymnasielærer Mirjam Bornstein (født 9. oktober 1959 i København, datter af skræddermester Max Bornstein og hustru Nora Nielsen født Pedersen) og har to børn.